# Bosc Nacional Chugach

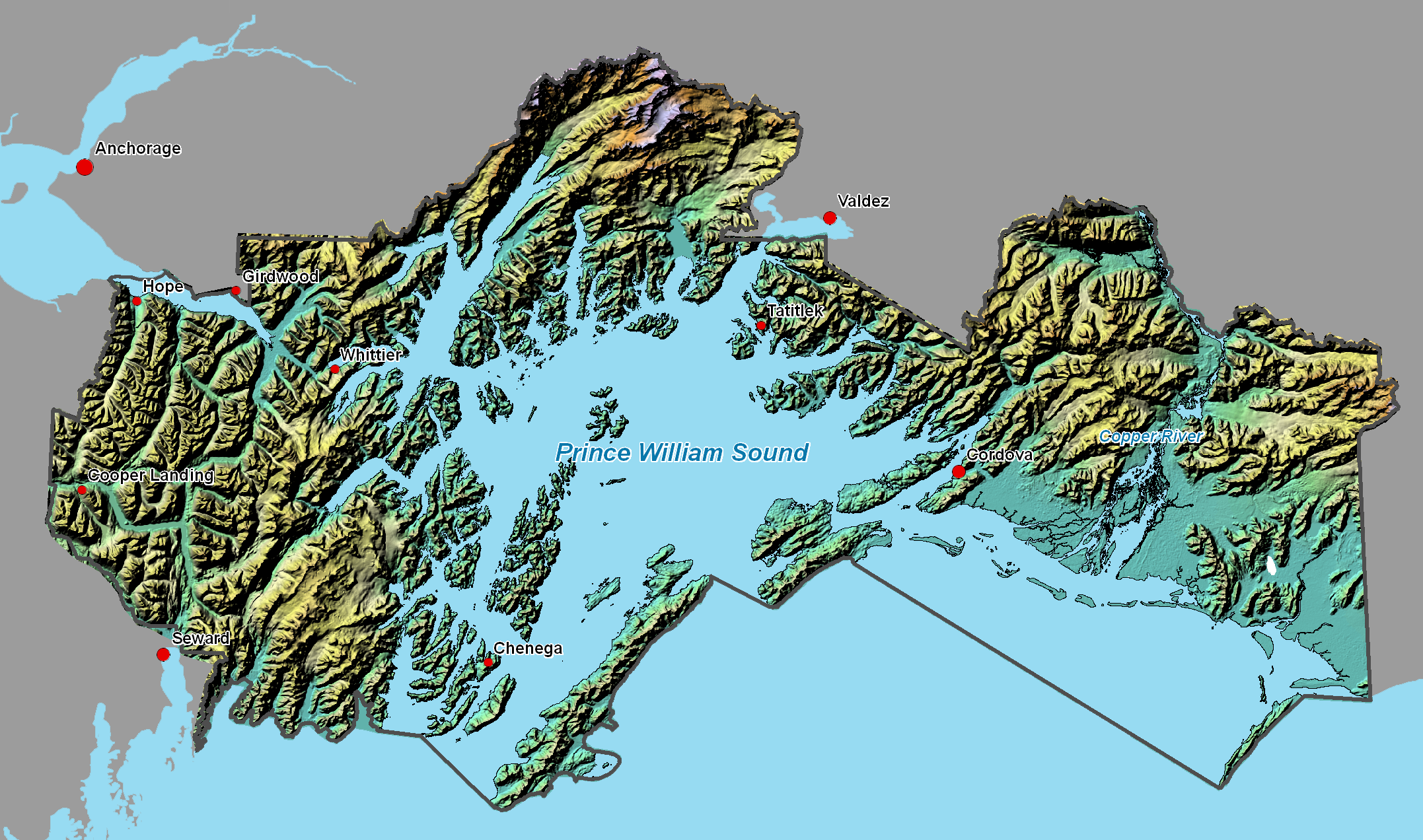
Un mapa topogràfic del bosc. La seva seu és a Anchorage, i se situen oficines regionals de guardaboscos (ranger district offices) a Girdwood, Seward i Cordova.

El Bosc Nacional Chugach (Chugach National Forest), una àrea protegida localitzada al sud-centre d'Alaska, és el tercer bosc nacional més gran dels Estats Units. El bosc cobreix tres paisatges únics: el delta del riu Copper, l'est de la península de Kenai i l'estret del Príncep Guillem. Molts dels seus rierols contenen salmons i truites, i les glaceres encara tallen i donen forma a la terra aquí. Més de la meitat de la superfície del bosc es compon de tundra i glaceres.:2–9